# 約克區教育局

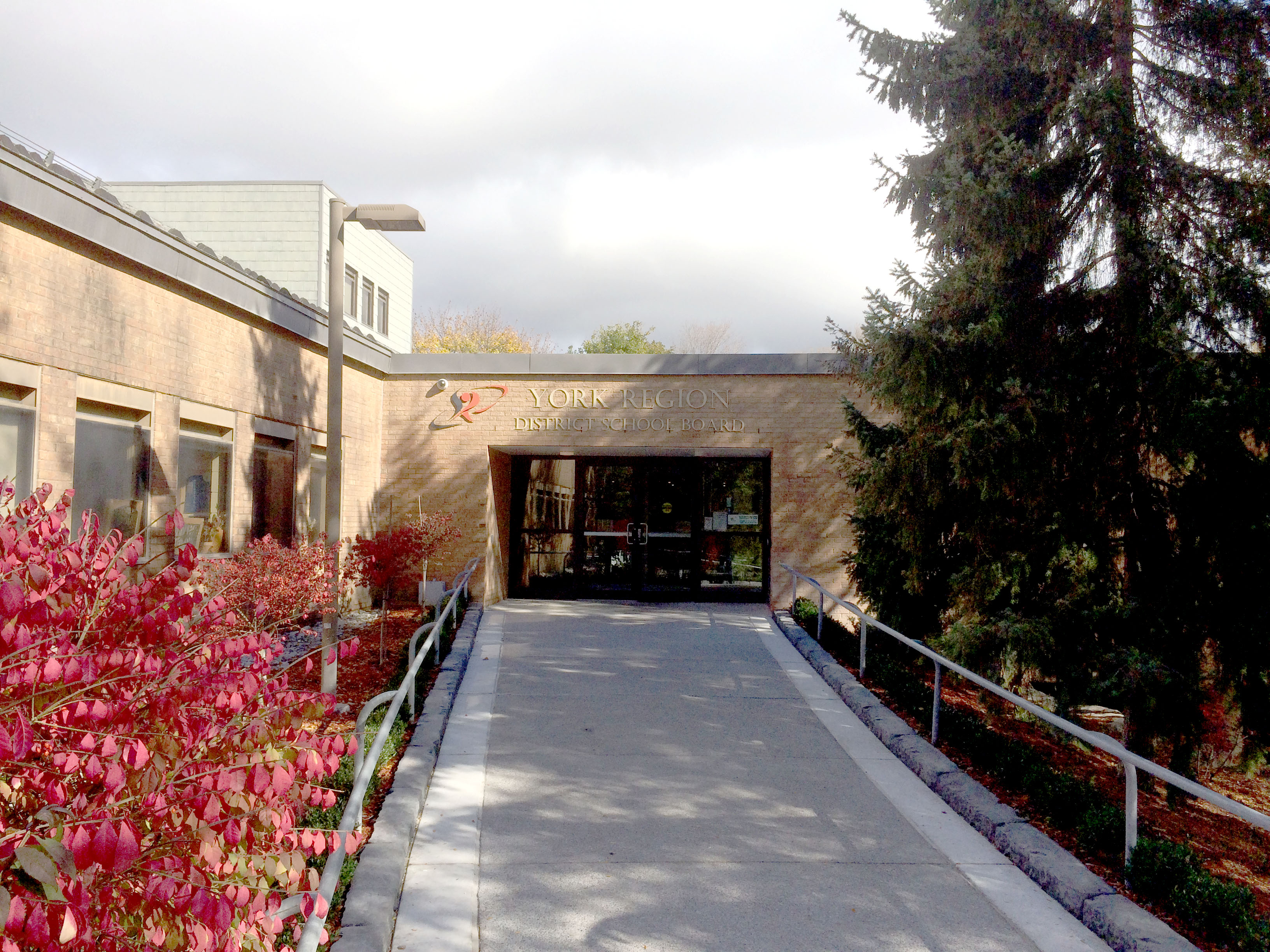
約克區教育局總部入口

約克區教育局（字面翻譯：約克區區學校委員會，簡稱YRDSB），是加拿大安大略省約克區的公營教育機構，負責管理該區的英語非天主教公立學校，总部設於奧羅拉，其管轄範圍包括奧羅拉、東貴林伯利、佐治拿、萬錦、列治文山、旺市和維特祖治-斯多夫維爾（Whitchurch–Stouffville）。
此機構現時轄下包括170間小学和31間高中，學生人數合共逾115,000人，為全省第三大校區，以及全國增長速度第三快的校區。

## 架構
約克區教育局的決策機構為學務委員會（board of trustees），由12名民選學務委員組成，各代表區内不同城鎮。學務委員選舉每四年聯同安省其他地方選舉同時舉行。學務委員會的主席和副主席於每屆選舉後首場會議上由各學務委員之間推選而成。

## 分區
約克區教育局分為下列四個社區教育中心（Community Education Centres）：
- 北區：佐治拿、Whitchurch-Stouffville、東貴林伯利、紐馬克特
- 中區：奧羅拉、國王鎮（英语：King City）、列治文山
- 東區：萬錦
- 西區：楓樹鎮（英语：Maple）、旺市、木橋、湯山

## 高中
- 奥罗拉高中
- 大果櫟中學
- G·W·威廉斯博士中学